# 暗黙知
暗黙知（あんもくち、英: Tacit knowledge）とは、経験的に使っている知識だが簡単に言葉で説明できない知識のことで、経験知と身体知の中に含まれている概念。例えば微細な音の聞き分け方、覚えた顔を見分ける時に何をしているかなど。マイケル・ポランニーが命名。経験知ともいう。
暗黙知に対するのは、言葉で説明できる形式知。暗黙知としての身体動作は説明しにくいが、経験知では認識の過程を言葉で表すことができる。

## 概要

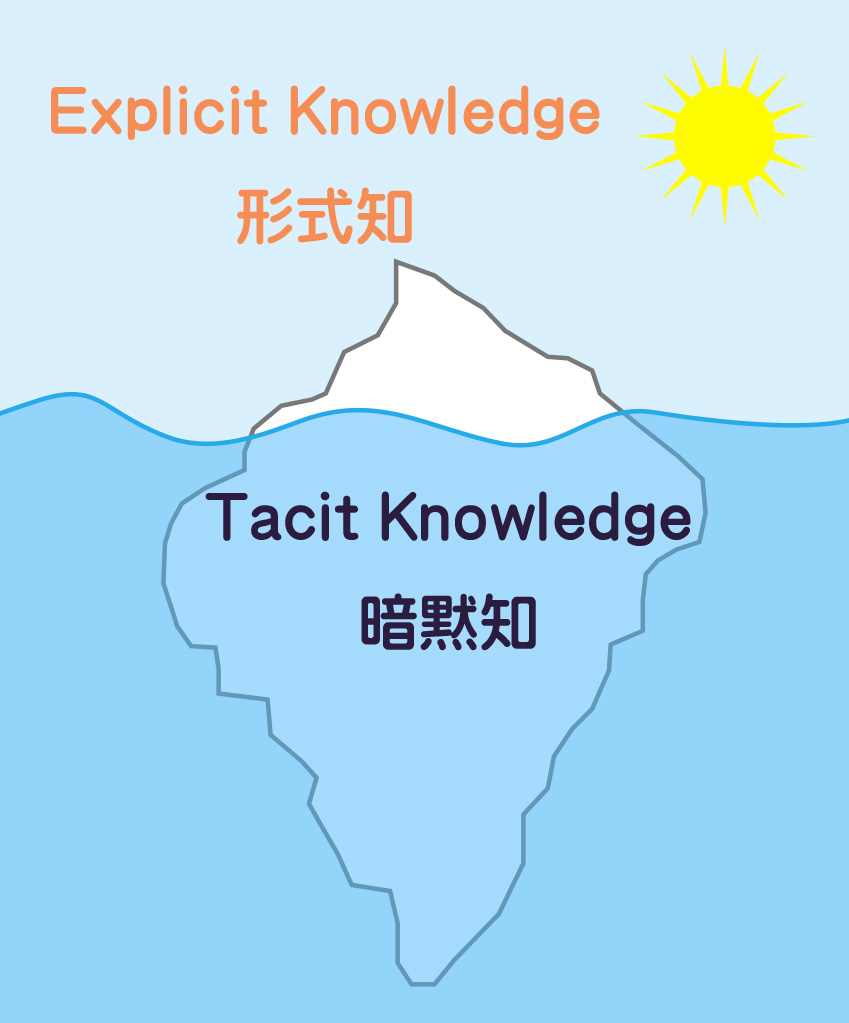
暗黙知と形式知の関係を氷山に喩えた図

簡単に説明できないが、理解して使っている知識が存在する。誰かの顔を見分けるということは、その人の写真を見せてもらえば覚えることができるが、諸々の特徴をいかにして結び付けているのかについては説明しにくく、これが暗黙知である。
たとえば、自転車に乗る場合、人は一度乗り方を覚えると年月を経ても乗り方を忘れない。自転車を乗りこなすには数々の難しい技術があるのにもかかわらず、である。そしてその乗りかたを人に言葉で説明するのは困難である。
それゆえ知識から人間的要因を「恣意的」として排除しようとすると、決して操作に還元しえない「知る」という暗黙の過程をも否定することになり、知識そのものを破壊してしまう。「暗黙知」を単純に「語り得ない知識」と同一視することが広く行われているが、これは安冨歩が指摘したように誤解である。
準拠枠 (英: frame of reference) など関連する研究はあるが、暗黙知の認知的次元を経営学・社会学的に理論化する試みは、未だ発展途上の段階にある。

## ポランニーのタシット・ノウイング
ハンガリー出身の化学者・哲学者・社会学者のマイケル・ポランニーが著作『暗黙知の次元』 において、タシット・ノウイング（英: tacit knowing）という科学上の発見（創発）に関わる知という概念を提示し、「あるもの」をそれぞれ遠隔的項目・近接的項目と呼んだ。このような傾向を近代の学問の中に見出したため、ポランニーは化学者から哲学者へと転向した。

## 形式知との違い
暗黙知は3つの観点から形式知と区別することができる。
- 記号化可能性と知識の転移の仕組み - 形式知は記号化（言葉、文章、図）できる、伝達しやすい知識である。一方、暗黙知は直感的性質を有しているため明確に表現できるものではなく、容易に理解したり利用したりできる知識ではない。
- 獲得のための方法 - 形式知は論理的に推論していくことで生み出され、関連する文脈での実践経験を通して獲得される。一方、暗黙知は関連する文脈での実践経験を通してのみ獲得される。
- 集約可能性と知識体系における位置づけ - 形式知はある単一の方向に向かって集約され、客観的な形式で蓄積されていく。一方、暗黙知は個人的文脈に依存するため、容易に集約されない分散的な性質をもつ。

## 知識経営論における暗黙知
ポランニーの用語を利用した理論に、ナレッジマネジメントの分野で使用される、野中郁次郎の「暗黙知」がある。
野中は暗黙知という言葉の意味を「暗黙の知識」と読みかえた上で「経験や勘に基づく知識のことで、言葉などで表現が難しいもの」と定義し、それを形式知と対立させて知識経営論を構築した。野中は「暗黙知」を技術的次元とは別に認知的次元を含めた2つの次元に分類している。この野中の暗黙知論はポランニーの理論とは根本的に異なっており、野中独自の「工夫」と見た方が良い。ただし、同概念そのものまで野中独自の創案だとする一部見解は、ボランニーを引用しつつ野中同様「暗黙知」認識を展開した例は他にもあることから過大評価だと言える。
従来の日本企業には、職員が有するコツやカン、ノウハウなどの「暗黙知」が組織内で代々受け継がれていく企業風土・企業文化を有していた。そうした暗黙知の共有・継承が日本企業の「強み」でもあった。しかし合併・事業統合・事業譲渡・人員削減など経営環境は激しく変化している。加えてマンパワーも派遣労働の常態化、短時間労働者の増加、早期戦力化の必要性など雇用慣行の変化により「同一の企業文化の中で育ったほぼ均等な能力を持つ職員が継承していく」といった前提は崩れつつある。このため現場任せで自然継承を待つだけでなく「形式知」化していくことが必要とされる。その方法として文章・図・表・マニュアルなどがある。
こうした「形式知」化はナレッジマネジメントの目的の一つとしている。すなわち個人の有する非言語情報はそのままでは共有しにくいので、明文化・理論化し、知識の共有化を進めていこうという論法である。情報システムはそうした形式知化・共有化に貢献しうるのではないかとされている。
しかし形式知化しようとすると、漠然とした表現かつ膨大なデータ量となり、検索が困難で共有化が難しいとの指摘がなされている。ただ近年、形式的・分析的な管理手法が企業を席巻するなか、暗黙の次元の重要性を経営者に意識させた効果があったとされる。

## 応用

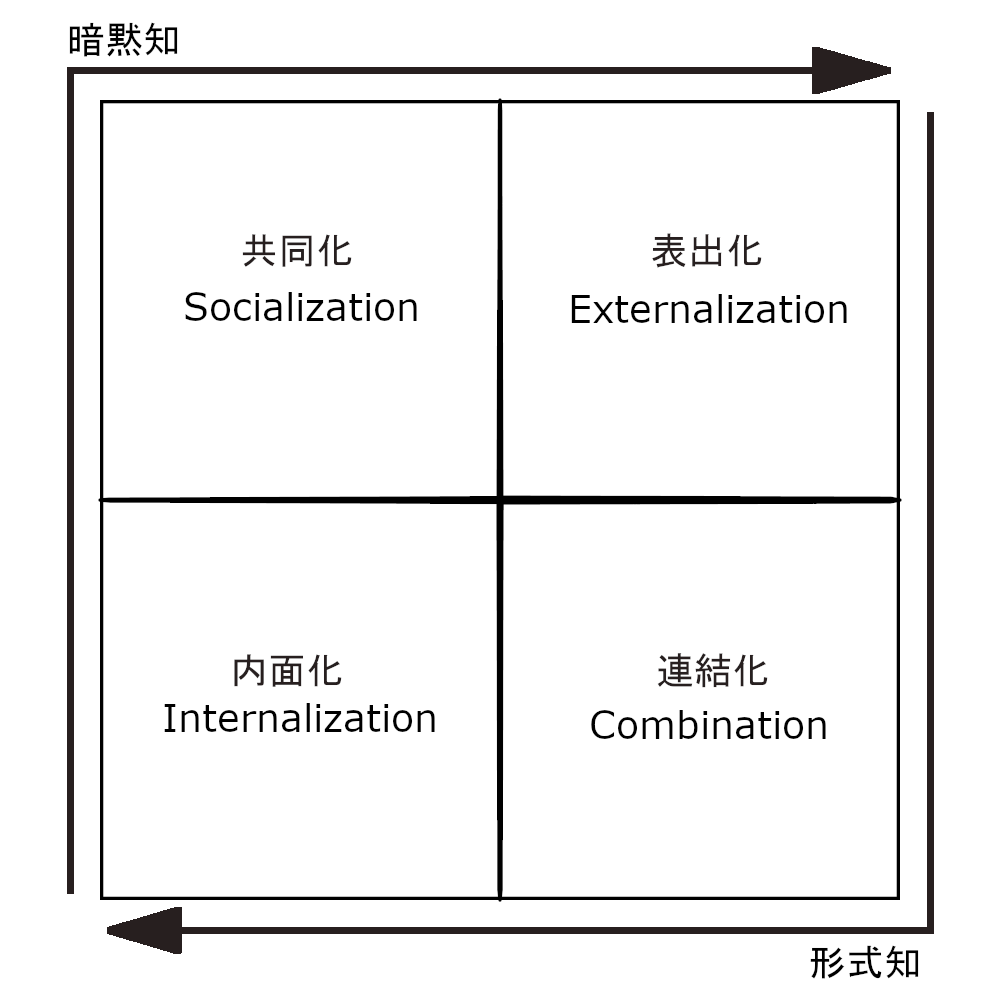
SECIモデル。

イエール大学の心理学者スタンバーグらは、優れた業績を上げている管理職の経験から得られた知識をまとめてきており、3種類の暗黙知が得られている。プロジェクトマネジメント、また他者についてチームワークや人間関係作り、また自己管理で動機づけとなる。この3種類の暗黙知は営業職や、研究職でも使われているものである。
熟練者の暗黙知の機械化やマニュアル化も進んできた。しかし、経験や実践を通さないとマニュアルを読んだだけではすぐには身につかないため、経験をいかに織り交ぜて暗黙知をも継承していくかについて重要な課題となっている。
野中郁次郎らが提唱したSECIモデルは、暗黙知と形式知が組織の中でどのように共有され、新しい知識の創造に結びつくのかを説明するモデルで、共同化・表出化・連結化・内面化の4つで構成される。徒弟制度やオンザジョブトレーニングなどを通じて、暗黙知を暗黙知のまま経験的に受け継ぐことを「共同化」と呼ぶ。暗黙知は「表出化」によって第三者にも理解できる言葉（形式知）に変換されると組織で共有されやすくなる。集団に共有された形式知は「連結化」によって体系化され、結びつくことで新たな知識やイノベーションを生み出すことに寄与する。連結化によって生み出された新たな形式知は再び個々の人に暗黙知として「内面化」される。暗黙知は共有されにくい知識であるため、暗黙知を形式知化する「表出化」がSECIモデルで特に重要視される。